# Dziwny jest ten świat
Dziwny jest ten świat (в переводе с пол. — «Странная штука, этот мир») — первый сольный альбом польского музыканта Чеслава Немена, выпущенный в 1967 году. 20 декабря 1968 года получил статус золотого (продано 160 000 копий).
Назван по главной композиции — песне «Dziwny jest ten świat», с которой Немен впервые выступил и триумфально победил на фестивале песни в Ополе в июне 1967 года. Нетипичная для социалистической Польши того времени чувственная и смелая манера исполнения сразу же покорила и зрителей и жюри конкурса. Песня стала чрезвычайно популярна в Польше и позже в Европе. В 1969 году прозвучала в итальянском варианте под названием «Io senza lei».

## Список композиций
1. Gdzie to jest — 2:55 (слова Марты Беллан, музыка Чеслава Немена)
2. Nigdy się nie dowiesz — 3:30 (слова и музыка Чеслава Немена)
3. Ten los, zły los — 2:40 (слова Кшиштова Дзиковского, музыка Чеслава Немена)
4. Coś co kocham najwięcej — 3:05 (слова Яцека Граня, музыка Чеслава Немена)
5. Wspomnienie — 3:48 (слова Юлиана Тувима, музыка Марека Сарта)
6. Nie wstawaj lewą nogą — 2:12 (слова и музыка Чеслава Немена)
7. Dziwny jest ten świat — 3:34 (слова и музыка Чеслава Немена)
8. Jeszcze swój egzamin zdasz — 1:54 (слова Марека Гашиньского, музыка Мариана Зиминьского)
9. Chciałbym cofnąć czas — 3:51 (слова и музыка Чеслава Немена)
10. Pamiętam ten dzień — 3:12 (слова и музыка Чеслава Немена)
11. Nie dla mnie taka dziewczyna — 2:27 (слова Ясека Граня, музыка Чеслава Немена)
12. Chyba, że mnie pocałujesz — 2:57 (слова Ясека Грана, музыка Чеслава Немена)
13. Jaki kolor wybrać chcesz — 2:22 (слова Марека Гашиньского, музыка Мариана Зиминьского)
14. Proszę, przebacz — 3:09 (слова Марека Гашиньского, музыка Мариана Зиминьского)
15. Domek bez adresu — 2:22 (слова Анджея Тыльчиньского, музыка Анджея Кожиньского)

## Музыканты
- Чеслав Немен — вокал, клавишные
- Павел Бродовский — бас-гитара
- Томаш Бутовтт — ударные
- Томаш Яськевич — гитара
- Мариан Зиминьский — клавишные
- Алибабки (женский вокальный ансамбль) — бэк-вокал